# Wiersz saturnijski
Wiersz saturnijski (łac. versus Saturnius) – najstarsza i prawdopodobnie jedyna oryginalnie italska miara wierszowa (metrum). Wszystkie inne klasyczne metra łacińskie pochodzą z Grecji.
Zachowało się ok. 150 wierszy saturnijskich, z których większość datowana jest na okres po 240 r. p.n.e.
Nazwę swą wiersz saturnijski zawdzięcza starożytnemu przekonaniu, iż jest tak stary, że w chwili jego powstania władcą świata był nie Jowisz, ale jeszcze Saturn. W wierszu tym zostały spisane najstarsze dzieła literatury w języku łacińskim: przekład Odysei Homera pióra Lucjusza Liwiusza Andronika, poemat epicki Belli Punici Carmen Newiusza, a także pewna liczba epigramów, głównie nagrobnych. Z wierszem saturnijskim w epice zerwał ostatecznie poeta Enniusz, który wprowadził w jego miejsce grecki heksametr daktyliczny. Odtąd to ta miara stała się kanonicznym metrum eposu bohaterskiego i mitologicznego. Wyparty z literatury versus Saturnius pozostał przez pewien czas metrum ludowym, ale z czasem zastąpił go w tej roli senar jambiczny.
Ponieważ wiersz saturnijski wyszedł z użycia stosunkowo wcześnie, a poeci klasyczni, zwłaszcza Horacy, darzyli go niekłamaną odrazą, zachowało się bardzo niewiele fragmentów z jego zastosowaniem. Szczupły materiał badawczy nie pozwala nawet na stwierdzenie z całą pewnością, czy jest to metrum iloczasowe, czy akcentuacyjne. Starożytni filologowie i gramatycy traktowali wiersz saturnijski jako metrum iloczasowe i starali się za pomocą różnych teorii wyprowadzić go z któregoś ze znanych im metrów greckich. Współcześnie tego rodzaju twierdzenia raczej się odrzuca, skłaniając się do opinii, że wiersz saturnijski jest metrum czysto italskim o charakterze akcentuacyjnym (iloczas odgrywa w drugorzędną rolę, choć akcent wierszowy /tzw. ikt/ pada zawsze na sylabę długą).
Przykład z nagrobka Scypiona Barbatusa:

```
    /    /         /         |    /    /        /
Subegit omne<m> Loucana<m>   |   opsidesque abdoucit
```

Przykład z Newiusza (uważany za „wzorcowy” versus Saturnius):
```
    /     /      /        /  /   /
Malum dabunt Metelli // Naevio poetae
```